# 盛岡さんさ踊り
盛岡さんさ踊り（もりおかさんさおどり）は、岩手県盛岡市で毎年8月1日から4日にかけて行われる祭りである。8月上旬、東北各地の夏祭りで最も早く開催される祭りの一つで、かつては3日間の開催だったが、近年は参加団体の増加により4日間開催される。
東北6県の主要な祭りの中では歴史が浅いため、岩手県は、東北三大祭りに対し、東北五大祭りの名称を掲げ、その1つとしてPRを図っている。

## 概要
藩政時代から盛岡市近郊各地で行われていた伝統的で様々な「さんさ踊り」を統合、観光イベント化して1978年（昭和53年）から開催を継続しているのが現在の「盛岡さんさ踊り」である。以前は、盛岡川まつりというまつりが1971年（昭和46年）から1977年（昭和52年）まで開催されていた。その一つとして、さんさ踊りパレードを肴町中心で行っていたが、1978年（昭和53年）、盛岡市役所前の中央通りを利用した観光商業的な今の形になった。
勇壮さで知られる東北の祭りの中においては歴史が浅いため、開始当初は比較的に知名度が低かったが、開催者や地元マスコミなどがPRに努め、現在では知名度が向上、「東北五大夏祭り」の名称が定着しつつある。2007年（平成19年）のNHK朝の連続テレビ小説『どんど晴れ』では地元の協力で「盛岡さんさ踊り」が再現され、劇中エピソードの舞台として描かれた。2007年6月には世界一の和太鼓の数の祭りとしてギネス世界記録に登録された。
4日間開催になっているここ数年は、4日目に参加団体のほとんどが一斉に繰り出す「大輪踊り」が行われる。そして、全体の自由参加輪踊りにてフィナーレを迎える。開催前日の7月31日には盛岡駅前の広場で盛大な前夜祭も行われている。

## 踊り手

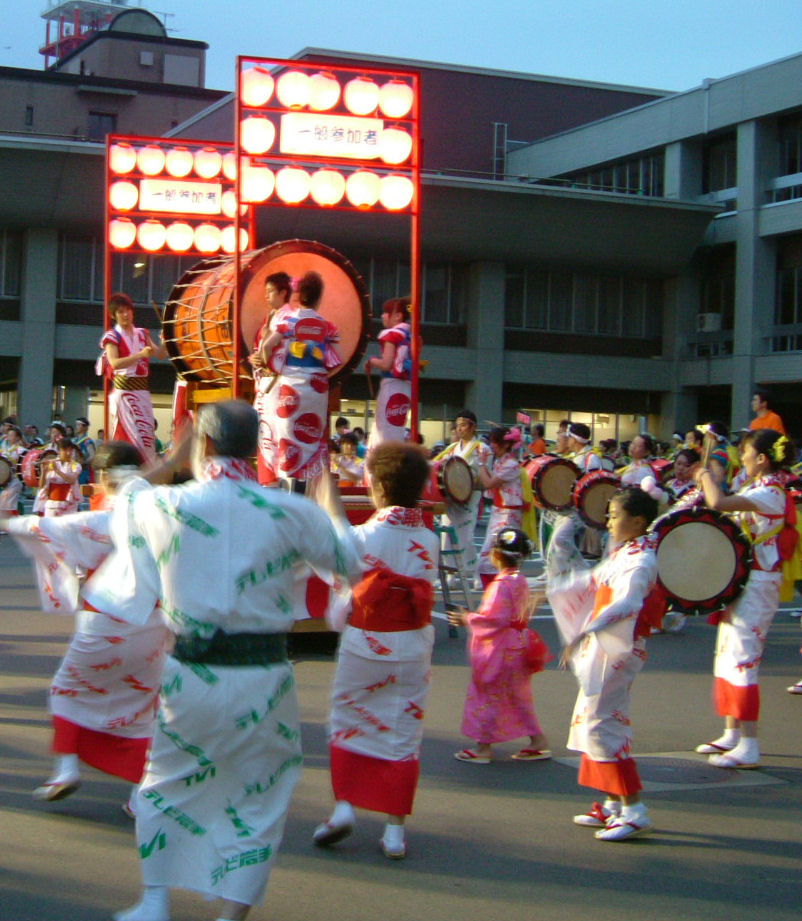
輪踊り

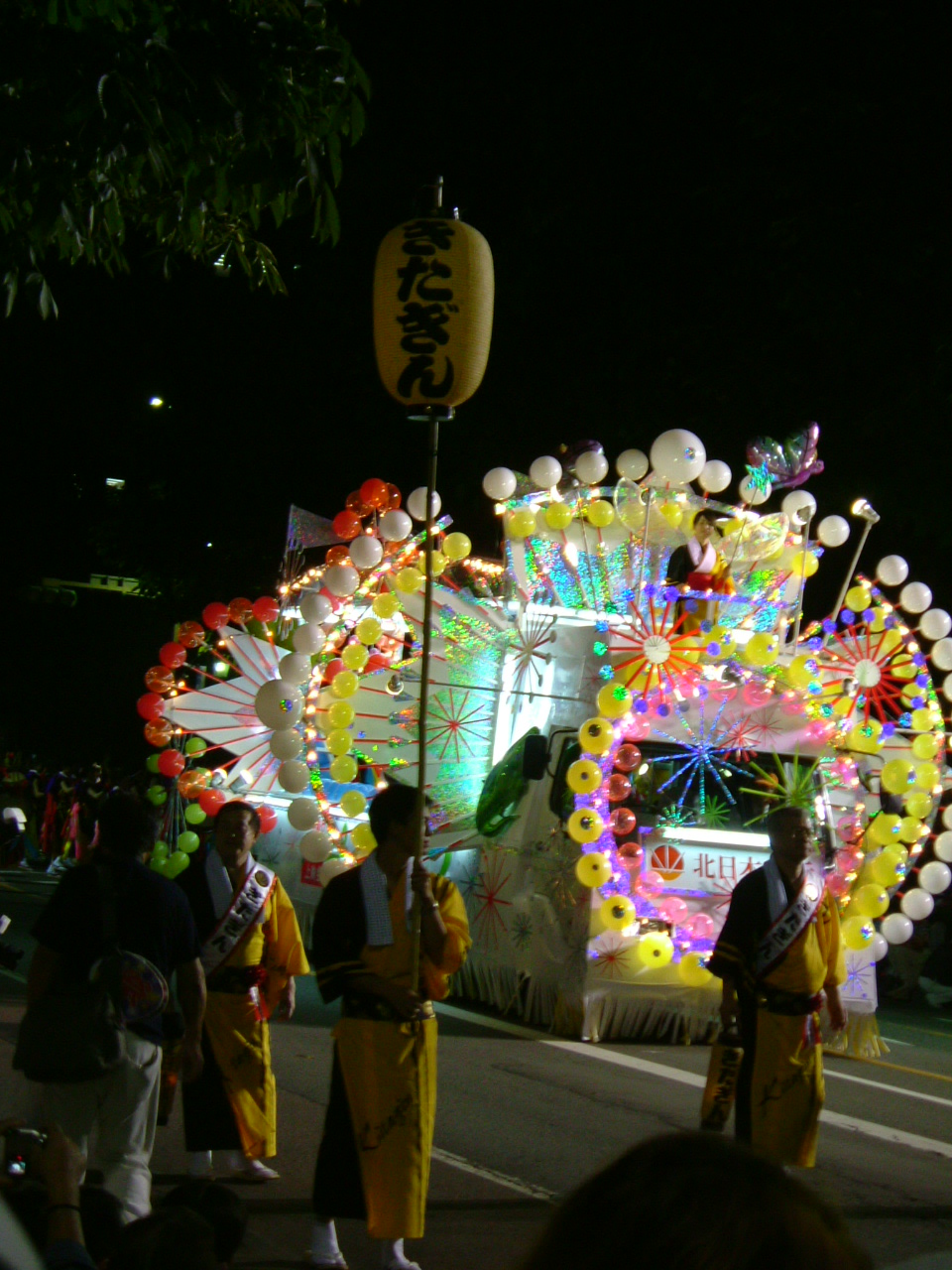
花車

盛岡市中心部のメインストリート中央通りをパレード会場として開放し、「サッコラチョイワヤッセ」という独特のかけ声と共に踊り手が優雅に舞い、太鼓が打ち鳴らされる。踊り手らはパレード形式で、中央通り一帯を盛岡市役所前から踊りながら進む。パレードの途中には、仮装集団、花車が登場し祭りを盛り上げる。また、花車は、輪踊りの際のやぐらとしても使われている。
さんさ踊りは企業、学校、有志などでチームを組み、団体参加するのが基本であり、開催日に近づくにつれて、市内各所で踊りの稽古が行われ、太鼓の音も各所で鳴り響く。他に地元テレビ局のアナウンサーなどが団体参加している。
各団体は、おおむね太鼓、笛、踊りの3パートから構成されている。太鼓のパートであっても個人の身につけて踊り進むことから、パレード参加人数に比例して必然的に太鼓の絶対数が増えるため、「日本一の太鼓パレード」との呼び声も高い。その数は1万個を優に超えており、年々の参加者数が増えるに連れ、太鼓の数も増えつづけている。パレード終了後に行われる「輪踊り」は、個人も飛び入り参加できる。
夕方から始まるパレードの前に、盛岡市近郊各地に伝わっているその土地特有の「伝統さんさ踊り」の共演会も行われており、各地の踊りを楽しむことができる。また、パレードに参加している伝統さんさ踊りの団体もある。
盛岡山車には、さんさ踊りが取られた見返しがあり、2011年三ツ割 み組   三ツ割さんさ踊り、2013年 前潟 わ組 土渕伝統さんさ、2001年 太田 お組 さんさ踊りなどが見返しに上げられる。

## 開催期間など
有名な東北各地の夏祭りよりも先陣を切りたい意味で、8月1日スタートとなっている（かつては8月2日〜4日の3日間開催であった）。原則8月1日から3日までの3日間開催予定であったが、以下の記述のように確定しているものではない。特にギネス認定を受けてからは4日目には必ず「大輪踊り」を行うことと、参加団体数の増加で3日では確実に予定を消化できない計算になっているため、4日間開催に移行しているとも考えられる。
1996年（平成8年）のプレ20周年、1997年（平成9年）の20周年記念、2006年（平成18年）の同年1月の玉山村との合併記念、2007年（平成19年）の30周年記念では、8月1日から4日までの4日間開催された。
尚、2007年（平成19年）の好評を受けて4日間開催が定着しつつあり、2008年（平成20年）度以降も連続で4日間開催されている。2015年（平成27年）度は過去最高の258団体、延べ人数約3万5千人が参加しており、団体数と大太鼓パレード、大輪踊りを見ても、4日間開催でないと消化できない日程となっている。
2002年（平成14年）からは7月31日は前夜祭として、昼から20時頃まで、盛岡駅前滝の広場で催しを行っている。例年、子供会や学生らの発表が行われる。また、元ミスさんさ踊りによる、さんさ踊りの講習会も行われている。この前夜祭は、盛岡商工会議所青年部催事委員会による主催イベントで、盛岡さんさ踊り実行委員会とは異なる。
2020年（令和2年）・2021年（令和3年）は、新型コロナウイルス感染症の拡大を受け、開催中止となった。

## 例年開催される、関連イベントなど

### 前夜祭
盛岡商工会議所の青年部催事委員会が青年部設立の翌年から実施している。毎年7月31日に盛岡駅前滝の広場で開催。子供会や学生らがさんさ踊りを披露している。

### よさこいさんさ
いくつかの商業団体で構成する「YOSAKOIさんさ実行委員会」が主催。会場は盛岡大通り商店街。第10回YOSAKOIさんさは2007年（平成19年）5月27日に開催した。

### 三ツ石神社への奉納演舞
さんさ踊りの開催中の安全と成功を祈願するために奉納演舞を行う。毎年本番1週間ほど前に三ツ石神社で開催。

### 伝統さんさ踊り競演会
盛岡さんさ踊り開催期間に行われる。県内の伝統芸能団体と市内各地区のさんさ踊り団体が、昔から踊り継がれてきた伝統的な演技を披露する。ミスさんさ、さんさ太鼓連も出演。
2007年（平成19年）は、盛岡市民文化ホール（盛岡駅西口）、盛岡駅前滝の広場（盛岡駅東口）、マリオス2階人口地盤（盛岡駅西口）にて開催された。

## 開催30周年関連イベントなど
2007年度（平成19年度）は盛岡さんさ踊り開催30周年やNHK朝の連続テレビ小説のロケ地となったことが重なり、いくつかの関連イベントや特別な催しが実施された。

### 第2会場でのイベント
通常、さんさ踊りは中央通りをパレード形式で行っているが、岩手公園を会場に各団体の演技発表が行われるイベントも行われた。すべて有料の閲覧席が準備された。1日〜4日15時から21時まで行われた。

### 1万人太鼓パレード、世界一へギネス挑戦
盛岡さんさ踊り30周年を記念し、2007年（平成19年）6月10日の盛岡競馬場オーロパークにて記録会を行った。ギネス世界記録の「Largest Japanese Drum Ensemble」(最も多い数の和太鼓の演奏)の挑戦において、記録申請人数は2,571名。2007年（平成19年）6月10日午後7時15分に世界記録を達成し、ギネス・ワールド・レコーズ社から正式に認定された。この記録は2011年の熊本市が開催したイベントでの2,778人の記録に抜かれたが、盛岡さんさ踊りが2014年6月29日に岩手県営運動公園陸上競技場で3,437人の記録を打ち立て、再度ギネス・ワールド・レコーズ社から「Largest Japanese Drum Ensemble」に認定された。
これまでのギネスへの登録は、On August 9, 1998, at Irie stadium, Muroran City, Hokkaido, Japan, 1,850 musicians gathered to play Yamabiko on 1,845 Japanese drums for 25 minutes.そして、2004年（平成16年）8月7日にTainan Municipal Stadiumにて開催された「台湾国際鼓楽節」で作られた1,951個である。

### 著名人の参加
2007年（平成19年）8月1日、NHK朝の連続テレビ小説『どんど晴れ』に出演中の俳優比嘉愛未、内田朝陽、宮本信子、鈴木正幸、東幹久、雛形あきこ、蟹江一平、鈴木宗太郎、小室優太が老舗旅館「加賀美屋」のメンバーとして参加し、最終回放送シーンの撮影が行われた。他に長門裕之とあき竹城を加えた計11名の俳優陣でロケが行われた。
翌8月2日には、岩手21赤べこ野球軍団の選手と同球団で総監督を務めている俳優の宇梶剛士、最終日の8月4日には、大相撲夏巡業盛岡場所のため同地を訪れていた岩手出身の栃乃花の他、高見盛、豊真将、稀勢の里といった人気力士がパレードに参加した。